# Игнатьев, Импануил Никифорович
Импануи́л Ники́форович Игна́тьев (1923, Тохмеево, Чебоксарский район, Чувашская АССР — 20 марта 1983, Железногорск-Илимский) — участник Великой Отечественной войны. Радиотелеграфист 196-го гвардейского артиллерийского полка 89-й гвардейской стрелковой дивизии 37-й армии Степного фронта, гвардии красноармеец.

## Биография
Родился в 1923 году в деревне Тохмеево Чебоксарского района Чувашии. По национальности чуваш.
В Красной Армии с июня 1942 года.
Звание Героя Советского Союза Импануил Игнатьев получил в битве за Днепр. При переправе через Днепр в ночь с 30 сентября на 1 октября 1943 года И. Н. Игнатьев одним из первых в составе полка форсировал реку в районе села Келеберда Кременчугского района Полтавской области Украины. Импануил Игнатьев установил радиосвязь своего подразделения со штабом полка. При обрыве связи Игнатьев её восстанавливал.
Указом Президиума Верховного Совета СССР от 20 декабря 1943 года И. Н. Игнатьеву присвоено звание Героя Советского Союза с вручением ордена Ленина и медали «Золотая Звезда» (№ 1459).
В феврале 1947 года И. Н. Игнатьев демобилизован. Работал инспектором райсобеса в селе Большая Уса (Куединский район Пермского края). Похищал денежные средства у солдатских вдов; совершил уголовное преступление (ограбил магазин и убил сторожа). 29 октября 1949 года осуждён на 15 лет лишения свободы.
Указом Президиума Верховного Совета СССР от 28 декабря 1953 года за совершение деяний, не совместимых со статусом орденоносца, Игнатьев Импануил Никифорович лишён звания Героя Советского Союза и всех государственных наград.
Умер 20 марта 1983 года. Похоронен на кладбище в п. Каймоновский Нижнеилимского района.

## Награды
- Герой Советского Союза (20.12.1943)
- орден Ленина (20.12.1943)
- орден Красной Звезды (17.02.1945)
- медали

Лишён всех наград Указом Президиума Верховного Совета СССР от 28 декабря 1953 года.